# Liste des routes de l'Ontario
La liste des routes de l'Ontario recense toutes les routes provinciales de l'Ontario, au Canada, qui sont sous la responsabilité du Ministère des Transports de l'Ontario. 

## Réseau
Le tableau suivant présente les routes provinciales numérotées entre 1 et 199 :
| Route                 | Nom                        | Début                          | Fin                                 | Longueur (km) |
| --------------------- | -------------------------- | ------------------------------ | ----------------------------------- | ------------- |
|                       |                            | Gananoque JCT                  | Gananoque,                          | 1.1           |
|                       | Talbot Trail               | Windsor                        | Fort Erie                           | 261           |
|                       |                            | St. Thomas, JCT                | Clinton, JCT                        | 101           |
|                       |                            | Dundas, JCT                    | Waterdown, JCT                      | 13            |
|                       | Garafraxa Road             | Port Dover                     | Baldwin, JCT                        | 480           |
| Route Transcanadienne |                            | Elginfield, JCT                | Norval                              | 153           |
| Route Transcanadienne | Markham                    | Kanata, JCT                    | 384                                 |               |
|                       |                            | Port Perry, JCT                | Peterborough, JCT                   | 48            |
|                       |                            | Goderich, JCT                  | Dundas, JCT                         | 139           |
|                       |                            | Kincardine, JCT                | Harriston, JCT                      | 73            |
| Orangeville, JCT      | Newmarket, JCT             | 46                             |                                     |               |
|                       | Hurontario Street          | Caledon, JCT                   | Owen Sound, JCT                     | 136           |
| Route Transcanadienne |                            | Cochrane                       | Barrie, JCT                         | 1 780         |
| Route Transcanadienne |                            | Brooklin                       | Midland, JCT                        | 145           |
|                       |                            | Kingston, JCT                  | Carleton Place, JCT                 | 113           |
|                       |                            | Prescott                       | Prescott, JCT                       | 4             |
| Route Transcanadienne | Route Transcanadienne      | Kenora, JCT                    | Arnprior, JCT                       | 1 964         |
|                       | Kenora Bypass              | Keewatin, JCT                  | Kenora, JCT                         | 34            |
|                       |                            | Tillsonburg, JCT               | Ingersoll, JCT                      | 24            |
|                       | Lundy's Lane               | Allanburg, JCT                 | Niagara Falls                       | 2             |
| Bluewater Trail       | Bluewater Highway          | Wyoming, JCT                   | Owen Sound, JCT                     | 227           |
|                       |                            | Elginfield, JCT                | Owen Sound, JCT                     | 98            |
|                       |                            | Simcoe, JCT                    | Cambridge                           | 65            |
|                       |                            | Owen Sound, JCT                | Barrie, JCT                         | 116           |
|                       |                            | Peterborough, JCT              | Denbigh, JCT                        | 163           |
|                       | Loyalist Parkway           | Bloomfield, JCT                | Kingston                            | 61            |
|                       |                            | Vankleek Hill, JCT             | Hawkesbury, JCT                     | 17            |
|                       |                            | Newcastle, JCT                 | Algonquin Park, JCT                 | 196           |
|                       |                            | Belleville, JCT                | Actinolite, JCT                     | 44            |
|                       |                            | Chatham-Kent, JCT              | Sarnia, JCT                         | 92            |
|                       |                            | Kaladar, JCT                   | Pembroke, JCT                       | 161           |
|                       | Markham Road               | Markham                        | Beaverton, JCT                      | 63            |
|                       |                            | Comté de Prince Edward         | Tyendinaga                          | 6             |
|                       |                            | Port Colborne, JCT             | Welland, JCT                        | 7             |
| Allanburg, JCT        | Thorold, JCT               | 8                              |                                     |               |
|                       | Townline Tunnel            | Welland, JCT                   | Welland, JCT                        | 4             |
|                       | Frank A. McDougall Parkway | Huntsville, JCT                | Renfrew, JCT                        | 256           |
|                       |                            | Neebing                        | Thunder Bay, JCT                    | 61            |
|                       |                            | Bloomfield, JCT                | Maynooth, JCT                       | 166           |
|                       |                            | North Bay                      | Thorne, JCT                         | 64            |
|                       |                            | Rutter, JCT                    | Marten River, JCT                   | 145           |
|                       |                            | Matachewan, JCT                | Casey, JCT                          | 123           |
| Route Transcanadienne | Route Transcanadienne      | Matachewan                     | Larder Lake, JCT                    | 102           |
|                       |                            | Porquis Junction, JCT          | Iroquois Falls                      | 11            |
| Route Transcanadienne | Route Transcanadienne      | MacTier, JCT                   | Sudbury, JCT                        | 198           |
| Route Transcanadienne | Route Transcanadienne      | Fort Frances                   | Kenora, JCT                         | 194           |
|                       |                            | Dinorwic, JCT                  | Sioux Lookout                       | 69            |
|                       |                            | Leamington, JCT                | Comber, JCT                         | 23            |
|                       |                            | Kitchener                      | St. Jacobs                          | 10            |
|                       |                            | Harriston, JCT                 | Cookstown, JCT                      | 107           |
|                       |                            | Barrie, JCT                    | Midland, JCT                        | 24            |
|                       |                            | Callander                      | Corbeil, JCT                        | 12            |
|                       |                            | Wawa, JCT                      | Black River-Matheson, JCT           | 473           |
|                       |                            | Sistonens Corners, JCT         | Thunder Bay, JCT                    | 33            |
|                       |                            | Vermilion Bay, JCT             | Red Lake                            | 174           |
|                       |                            | Serpent River, JCT             | Elliot Lake                         | 42            |
|                       |                            | Tarzwell, JCT                  | Kirkland Lake, JCT                  | 20            |
|                       |                            | Newcastle, JCT                 | Peterborough, JCT                   | 57            |
|                       |                            | Bracebridge, JCT               | Bancroft, JCT                       | 128           |
|                       |                            | Parry Sound, JCT               | Sundridge, JCT                      | 75            |
|                       |                            | Red Lake, JCT                  | Cochenour                           | 14            |
|                       |                            | Maynooth, JCT                  | Whitney, JCT                        | 39            |
|                       |                            | Thessalon, JCT                 | Chapleau                            | 221           |
|                       |                            | Thunder Bay, JCT               | Thunder Bay, JCT                    | 15            |
|                       |                            | Dacre, JCT                     | Renfrew, JCT                        | 30            |
|                       |                            | Leeds and the Thousand Islands | Leeds and the Thousand Islands, JCT | 4             |
|                       |                            | Cornwall                       | Casselman, JCT                      | 39            |
|                       |                            | Port Colborne, JCT             | Welland                             | 11            |
|                       |                            | Parry Sound, JCT               | Port Sydney, JCT                    | 54            |
|                       |                            | Sudbury, JCT                   | Timmins, JCT                        | 272           |
|                       |                            | Pembroke                       | Cotnam Island, JCT                  | 7             |